# Ruth Fischer (politica)
Ruth Fischer (Leipzig, 11 december 1895 – Parijs, 13 maart 1961) was een Oostenrijks-Duitse politica. Zij was de oprichter van de Kommunistische Partei Österreichs en was vier jaar lid van de Duitse Rijksdag. Zij was korte tijd partijleider van de Kommunistische Partei Deutschlands (KPN).

## Levensloop

### Vroege jaren
Fischer werd geboren als Elfriede Eisler. Zij noemde zich later in het leven Ruth Fischer. Zij was de dochter van Marie Edith Fischer en Rudolf Eisler, een Joodse professor in de filosofie aan de Universiteit van Leipzig. Haar jongere broers waren de componist Hanns Eisler en de communist Gerhart Eisler. Fischer studeerde filosofie, economie en politicologie aan de Universiteit van Wenen.

### Kommunistische Partei Österreichs
Fischer werd in 1914 lid van de Sozialdemokratische Partei Österreichs. In november 1918 stond ze aan de basis van de Kommunistische Partei Österreichs. Wegens deelname aan de bezetting van de redactie van de krant Neuen Freien Presse zat zij enkele weken vast.

### Kommunistische Partei Deutschlands
Op uitnodiging van Willi Münzenberg verhuisde Fischer samen met haar man Paul Friedlander in 1919 naar Berlijn. Zij ging daar schrijven voor het partijorgaan van de Kommunistische Partei Deutschlands (KPD). Ze maakte snel carrière binnen de partij en in 1921 werd zij aanvoerder van de Berlijnse partijtak. De autoriteiten wilden haar uitzetten naar Oostenrijk, waarop Fischer vervolgens trouwde met medecommunist Gustav Golke om zo de Duitse nationaliteit te verkrijgen. Kort daarvoor was ze al gescheiden van Friedlander met wie zij een zoon kreeg. In de praktijk leefde Fischer samen met  de Oekraïense communist Arkadi Maslow met wie ze ook nauw samenwerkte binnen de KPD. Zo oefende Fischer en Maslow druk uit op de KPD-leider Heinrich Brandler om de gewapende revolutie uit te roepen. Zij vond dat het partijleiderschap te veel concessies deed aan de sociaaldemocratie. 
Tijdens de partijconventie in april 1924 werden Fischer en Maslow gezamenlijk gekozen tot voorzitter. Beiden waren zeer kritisch richting Jozef Stalin. Fischer vloog in september 1925 naar Moskou om Maslow, die op dat moment vast zat vanwege het voorbereiden van een opstand, te verdedigen. In Moskou werd Fischer tien maanden vastgehouden in Hotel Lux. Na haar terugkeer in Duitsland bleken Maslow en zij op aandrang van Stalin uit partij gezet te zijn. Ernst Thälmann was al eerder aangewezen als nieuwe partijvoorzitter. Fischer was in 1924 gekozen in de Rijksdag. Zij voegde zich na haar vertrek uit de Communistische Partij bij de Linkse Communisten.

### Vlucht voor de nazi's
In 1929 zocht Fischer weer toenadering tot de KPD, maar nadat de deur dicht bleef besloot ze zich verre te houden van de politiek. Ze vond werk als maatschappelijk werker. Na de machtsovername van de nazi's in februari 1933 vluchtte Fischer via Praag naar Parijs. In augustus van dat jaar kreeg ze te horen dat haar naturalisatie tot Duits staatsburger ongedaan was gemaakt. In Frankrijk vormde ze samen met verschillende kameraden de Internationale Groep. Tot 1936 werkte Fischer met Leon Trotski samen die ook in Parijs verbleef.
Na de Duitse inval in Frankrijk moest Fischer wederom vluchten. Via Spanje en Portugal bereikte ze in het voorjaar van 1941 New York. Zij werd vergezeld door Maslow, maar deze kreeg geen visum voor de Verenigde Staten. Via Lissabon bereikte hij Cuba, waar hij in november 1941 in de straten van Havana bewusteloos werd aangetroffen en kort daarna stierf in zijn hotel.

### Spion in Amerika
Fischer ging ervan uit dat de stalinisten achter de dood van Maslow zaten en begon een campagne tegen hen. In het nieuwsbulletin The Network deed zij verslag van verschillende soorten stalinistische activiteiten. In 1948 publiceerde Fischer een boek over Stalin en zijn relatie met het Duitse communisme. Onder het alias Alice Miller was Fischer een sleutelfiguur binnen The Pond, een kleine organisatie die was opgezet door de militaire inlichtingendienst en onder andere oog had voor wat speelde binnen Amerikaanse communistische kringen.
Na de uitbraak van de Koude Oorlog nam de Amerikaanse regering rigoureuze maatregelen tegen iedereen die er van verdacht werd communist te zijn. Fischer verscheen voor het House Committee on Un-American Activities, een commissie van het Huis van Afgevaardigden die als doel had communisten op te sporen. Zij waarschuwde voor haar broer Gerhardt die kort daarvoor in de Verenigde Staten was gearriveerd. Zij noemde hem medeplichtig aan de dood van Hugo Eberlein en Nikolaj Boedarin. Haar andere broer Hanns, die al enkele jaren in de VS woonde, noemde ze een "communist in de filosofische zin". Als gevolg van haar uitspraken werd Gerhart gearresteerd en Hanns het land uitgezet.

### Terugkeer naar Parijs
Fischer keerde in 1955 terug naar Parijs waar ze werkte als politiek journalist. Ze schreef onder andere voor de Frankfurter Hefte. Ook publiceerde zij daar de boeken Von Lenin zu Mao en Die Unformung der Sowjetgesellschaft. In 1961 overleed zij. Fischer werd begraven op de Cimetière du Montparnasse.